# Bimmen
Bimmen es un pueblo del municipio alemán de Cléveris en el estado federado de Renania del Norte-Westfalia. Tiene cerca de 170 habitantes y una superficie de 2,09 km². Bimmen está situado en la orilla sur del Rin y adyacente a la localidad neerlandés de Millingen aan de Rijn en la provincia de Güeldres.